# 晴野まゆみ
晴野 まゆみ（はるの まゆみ、1957年8月 - ）は、日本のフリーライター、株式会社チームふらっと代表取締役社長。東京都大田区出身。1992年に日本初のセクハラ裁判「福岡セクシュアルハラスメント事件」の原告として全面勝訴判決を受けた。

## 略歴
1957年（昭和32年）8月、東京都に生まれる。1963年（昭和38年）東京都小平市へ転居。1971年（昭和46年）10月、福岡県福岡市へ転居。
福岡雙葉高等学校を経て、1980年（昭和55年）3月に西南学院大学文学部外国語学科英語専攻を卒業。
大学卒業後、イベントプロモーターの会社などを経て、1986年（昭和61年）に大学生向け情報誌などを編集する福岡市の出版社（編集プロダクション）へ入社。しかし上司の男性に性的な中傷を流布されたことと取引先の男性との不倫問題を指摘され、二年後の1988年（昭和63年）5月に勤務先を退職（実質的に解雇）。フリーライターとして独立し、企業広報誌・雑誌・新聞などで取材・執筆活動をおこなう。
1989年（平成元年）8月5日に元職場の上司と解雇した会社を相手取った民事訴訟を福岡地方裁判所に提起。日本初のセクシュアル・ハラスメント裁判の原告となった（福岡セクシュアルハラスメント事件。福岡事件とも呼ばれる）。1992年（平成4年）4月16日、福岡地裁は判決で元上司のハラスメント行為を不法行為とし、会社の使用者責任を認めて慰謝料165万円（うち15万円は弁護士費用）の支払いを命じた。この判決は事業主にセクシュアル・ハラスメントを防止する配慮義務を定めた1997年（平成9年）6月の男女雇用機会均等法改正への道を開き、今日のセクハラ防止ガイドラインが生まれる起爆剤にもなった。裁判は原告匿名でおこなわれ、第1回口頭弁論ではプライバシー保護のため、当事者の名前を読み上げないなど異例の措置が取られた。晴野は「匿名の『原告A子』となって、全国の女性に自分自身の問題と意識してもらえたが、個人的な感情を表に出せなくなった」という。勝訴判決から四年後の1996年（平成8年）3月に実名を公表。2001年（平成13年）8月に裁判の経過を著した単行本『さらば、原告A子 : 福岡セクシュアル・ハラスメント裁判手記』を出版した。
2011年（平成23年）、西日本の道の駅に特化した情報誌『ふらっと』を創刊。翌2012年（平成24年）、株式会社チームふらっとを設立、代表取締役社長に就任して経営。情報誌『ふらっと』編集長を務めるほかウェブサイト『九州の道の駅と旅の情報サイト「ふらっと」』を運営し、企業や地方公共団体の紙媒体の編集も請け負っている。
2021年（令和3年）、西南学院女子同窓会による「SEINAN Woman of the Year 2021」を、「セクハラに声をあげた初めての女性・その功績と勇気に対して」受賞。2022年（令和4年）1月にはNHKのテレビ番組「逆転人生」で「日本初のセクハラ裁判が教えてくれる15のコト」として取り上げられ、話題となった。

## 著書
- 晴野まゆみ『さらば、原告A子 : 福岡セクシュアル・ハラスメント裁判手記』海鳥社、2001年8月。ISBN 978-4-87415-363-5。
- 晴野まゆみ 文、寺井信治・原賀雅夫 写真 『失われゆく風景』エピ・マガジン、1993年12月。 ※自費出版